# 木林站
40°14′45″N 116°47′21″E / 40.245838°N 116.789238°E
木林站位于北京市顺义区木林镇，是大秦铁路的一座火车站，等级为四等站，距大同站356公里，距秦皇岛站297公里，本站及相邻上下行区间均为电气化区段，不办理客运业务。
值得注意的是，该站位于北京市，但由太原铁路局管辖。